# Vlag van Alkmaar

de vlag van de gemeente Alkmaar

De vlag van Alkmaar werd door de burgemeester en wethouders van de Nederlandse stad Alkmaar op 27 augustus 1920 aangenomen als stadsvlag. Op 26 februari 2002 werd de vlag opnieuw officieel aangenomen, ditmaal als de gemeentevlag.
De vlag heeft de officiële beschrijving:
De Alkmaarse vlag zal bestaan uit drie witte en drie rode banen om en om, in de linker bovenhoek een rood veld ter grootte van drie banen, waarop een getrouwe weergave van de burcht uit het officiële stadswapen van Alkmaar
De vlag heeft dus een verwijzing naar het wapen van Alkmaar, de burcht in het wapen en op de vlag zijn gelijk aan elkaar.

## Verwante afbeeldingen

Wapen van Alkmaar

Aalsmeer · Alkmaar · Amstelveen · Amsterdam · Bergen · Beverwijk · Blaricum · Bloemendaal · Castricum · Den Helder · Diemen · Dijk en Waard · Drechterland · Edam-Volendam · Enkhuizen · Gooise Meren · Haarlem · Haarlemmermeer · Heemskerk · Heemstede · Heiloo · Hilversum · Hollands Kroon · Hoorn · Huizen · Koggenland · Landsmeer · Laren · Medemblik · Oostzaan · Opmeer · Ouder-Amstel · Purmerend · Schagen · Stede Broec · Texel · Uitgeest · Uithoorn · Velsen · Waterland · Wijdemeren · Wormerland · Zaanstad · Zandvoort